# The Climate Reality Project
The Climate Reality Project est une organisation non gouvernementale internationale à but non lucratif impliquée dans l'éducation et la défense des droits liés au changement climatique. The Climate Reality Project a vu le jour en juillet 2011 dans le cadre de la fusion de deux groupes environnementaux, l'Alliance pour la protection du climat et The Climate Project, tous deux fondés par Al Gore. Parmi ses activités, The Climate Reality Project propose un événement annuel appelé 24 Hours of Reality et, en 2013, a lancé Reality Drop, un média social de réfutations scientifiques aux négationnistes du changement climatique.

## Aperçu

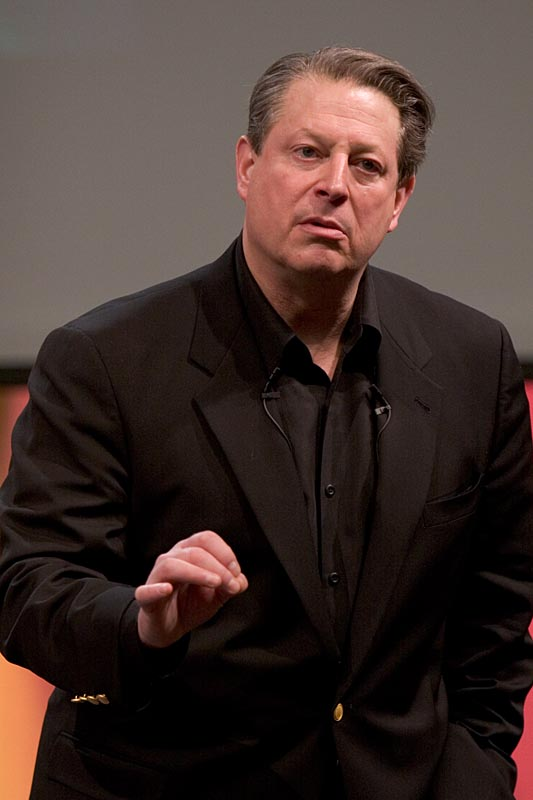
Al Gore lors de l'une de ses présentation sur la crise climatique, 2006

The Climate Reality Project se concentre sur l'éducation au changement climatique et la lutte contre les campagnes de déni du réchauffement climatique dans le monde entier. L'organisation est une consolidation de deux organisations environnementales, l'Alliance pour la protection du climat et The Climate Project, toutes deux fondées en 2006 par l'ancien vice-président américain Al Gore. Al Gore a décrit le groupe comme bipartisan,.
Al Gore est actuellement président du conseil d'administration. 
En 2015, l'organisation a déclaré qu'elle possédait 10 succursales dans le monde et était active dans plus de 30 pays.

## Historique

### Alliance pour la protection du climat
L'Alliance pour la protection du climat a été fondée en 2006 par Al Gore pour encourager l'action civique contre le changement climatique. L'organisation a été fondée à Palo Alto, en Californie, et a ensuite déménagé à Menlo Park, en Californie, puis à Washington, DC, en 2009,. Initialement établie en tant que 501c, l'organisation a ensuite inclus un 501(c)(3) affilié au Climate Protection Action Fund, qui a développé des campagnes de sensibilisation axées sur les solutions au changement climatique par le biais d'une organisation et d'un lobbying de base.
L'organisation a été partiellement financée par les bénéfices du documentaire d'Al Gore, An Inconvenient Truth (Une vérité qui dérange), ainsi que grâce aux bénéfices du livre du même nom. Al Gore a également fait don de son salaire provenant de son travail pour la société de capital-risque Kleiner Perkins Caulfield & Byers et de son prix Nobel de la paix 2007 pour un total de plus de 2,7 millions de dollars. Le distributeur de An Inconvenient Truth (Une vérité qui dérange), Paramount Classics, a également fait don de 5% des revenus du box-office du film à l'Alliance. L'Alliance a également été financée par les bénéfices des concerts Live Earth en 2007.
L'Alliance a encouragé les politiques fédérales qui limitaient les émissions de gaz à effet de serre et soutenaient les sources d'énergie à faible émission de carbone. Parmi les anciennes campagnes de l'Alliance, notons la campagne bipartite « We », lancée en 2008,. La campagne, qui comprenait une publicité intitulée « We Can Solve It » mettant en vedette Nancy Pelosi et Newt Gingrich appelant conjointement à une réponse au changement climatique, a été créée pour inciter une action publique contre le changement climatique au niveau national et international. La campagne « We » comprenait des partenariats avec les Girl Scouts of the United States of America, les United Steelworkers of America (en) et la National Audubon Society ,. La même année, l'Alliance a lancé la campagne « Repower America » pour soutenir la directive d'Al Gore de faire passer les foyers américains à 100 % d'énergie propre d'ici 10 ans. Cette campagne a soutenu la législation sur le changement climatique aux États-Unis et, selon le Washington Post en 2008, a été l'une des initiatives de sensibilisation du public les plus ambitieuses de l'histoire récente.
En 2008, l'Alliance a également créé la Reality Coalition en partenariat avec la National Wildlife Federation, la League of Conservation Voters, le Natural Resources Defense Council et le Sierra Club. La Reality Coalition a utilisé des publicités télévisées, imprimées et en ligne ainsi que des événements populaires pour remettre en question l'idée d'atténuation de la pollution par le charbon,.

### The Climate Project
The Climate Project, fondé en 2006 et basé à Nashville dans le Tennessee, a également été soutenu par les bénéfices du documentaire d'Al Gore An Inconvenient Truth (Une vérité qui dérange). The Climate Project était une organisation internationale éducative qui a formé des volontaires pour donner des conférences publiques, similaire à la présentation d'Al Gore dans le film. Les discussions ont porté sur les effets néfastes du changement climatique et sur les moyens de lutter contre le changement climatique au niveau local. En 2009, le projet comptait plus de 3 000 bénévoles dans le monde. Ces bénévoles, formés par Al Gore, ont livré 70 000 présentations à 7,3 millions de personnes.

### The Climate Reality Project
En mars 2010, l'Alliance pour la protection du climat et The Climate Project se sont associés pour créer une organisation unique. La nouvelle organisation était connue sous le nom d'Alliance pour la protection du Climat jusqu'à ce qu'elle soit rebaptisée The Climate Reality Project en juillet 2011. L'organisation réunit les objectifs de ses deux prédécesseurs pour se concentrer sur les initiatives d'éducation liées au changement climatique et continuer à développer un réseau local pour lutter contre le changement climatique. 

## Activités

### Campagne 24 Hours of Reality
The Climate Reality Project accueille un événement annuel appelé 24 Hours of Reality (litt. Les 24 heures de la réalité), une émission de 24 heures en direct sur la crise climatique et ses solutions avec un segment d'une heure dans chaque fuseau horaire,,. Chaque émission présente des célébrités, des musiciens, des élus et des leaders d'opinion du monde entier. En 2017, l'émission a atteint potentiellement plus de 400 millions de personnes.
Le premier événement, en 2011,, était un événement de 24 heures qui a été diffusé en direct sur Internet et a présenté 24 présentateurs à travers 24 fuseaux horaires dans 13 langues différentes. Les présentations, qui soulignaient un lien entre le changement climatique et les producteurs de pétrole et de charbon, a débuté de Mexico pour aller vers l'ouest, avant de terminer à New York avec une présentation du président du Climate Reality Project, Al Gore. L'événement comprenait des hôtes célèbres et des membres du panel tels que Renee Zellweger, Fran Drescher et Sir Richard Branson du Groupe Virgin. Le webcast a eu plus de 8 millions de vues, dont 5 millions étaient des téléspectateurs uniques,, et a reçu un "Lion d'argent" à l'événement du Festival international de la créativité à Cannes en 2012. Parallèlement à cet événement, The Climate Reality Project a également publié plusieurs courtes vidéos sur le changement climatique. Les vidéos comprenaient, entre autres, Doubt, Climate 101 et Grassroots.
Une deuxième webémission intitulée 24 Hours of Reality: The Dirty Weather Report a été diffusée à partir du 14 novembre 2012. Cette émission a suivi un format similaire à celui de l'événement inaugural et a présenté des discours et des présentations de plus de 100 militants, chefs d'entreprise et scientifiques dans 24 endroits. La webémission de 2012 portait sur l'impact sur les conditions météorologiques de la pollution par le charbon, le pétrole et le gaz. La webémission a attiré 14 millions de téléspectateurs uniques et plus de 16 millions de téléspectateurs, ce qui a établi un record Ustream pour le plus grand nombre de téléspectateurs en ligne sur une période de 24 heures. L'événement a également généré 135 millions de tweets d'utilisateurs sur Twitter, contre 120 millions de tweets en 2011, et a reçu dix Telly Awards en 2013, dont deux Telly d'argent dans les catégories News / News Feature et Social Responsibility et sept Telly de bronze.

### Agrégateur d'actualités Reality Drop
En 2013, The Climate Reality Project a publié l'outil Reality Drop, un agrégateur d'actualités qui recueille des actualités en ligne sur le changement climatique. L'outil de médias social a été développé en partenariat avec Skeptical Science, un blog sur la science du climat, et Arnold Worldwide, une organisation mondiale de communication, à la suite d'un défi lancé par la publication en ligne PSFK qui a demandé des soumissions de moyens créatifs de lutter contre le changement climatique. L'outil permet aux utilisateurs de discuter de ce qui est dit sur le changement climatique dans les médias et de collecter des points en commentant et en faisant la promotion de reportages sur le changement climatique, et en rétrogradant les articles qui le dénient le changement climatique. Les utilisateurs de Reality Drop peuvent également utiliser l'outil pour partager des actualités sur les réseaux sociaux.

### Climate Reality Leadership Corps
The Climate Reality Project aborde également le changement climatique à travers un réseau d'environ 21 000 Climate Reality Leaders (litt. Leaders de la réalité climatique) que l'organisation appelle les Climate Reality Leadership Corps. En 2019, The Climate Reality Leadership Corps a organisé 43 événements de formation pour préparer les leaders de la réalité climatique à communiquer et à mener des événements de plaidoyer efficaces au sein de leurs communautés locales. Les leaders de la réalité climatique viennent de 154 pays. Les membres du Climate Reality Leadership Corps dirigent des événements éducatifs et encouragent les activités visant à lutter contre le changement climatique dans leurs communautés locales.
En 2020, l'urgence de santé publique causée par le COVID-19 a empêché l'organisation du programme de formation tel qu'il était initialement prévu. Pour remplacer cette formation en personne, une formation en ligne a été organisée en juillet 2020. Plus de 10 000 personnes ont assisté à cette première édition virtuelle. Une deuxième formation mondiale en ligne est prévue du 28 août au 3 septembre 2020.
The Climate Reality Project a également établi un partenariat avec Warren Miller Entertainment appelé « I Am Pro Snow ». L'objectif du partenariat est d'explorer l'impact du changement climatique sur les sports d'hiver et les lieux touchés par les changements de température.